# Balgarski makedono-odrinski rewoljuzionni komiteti

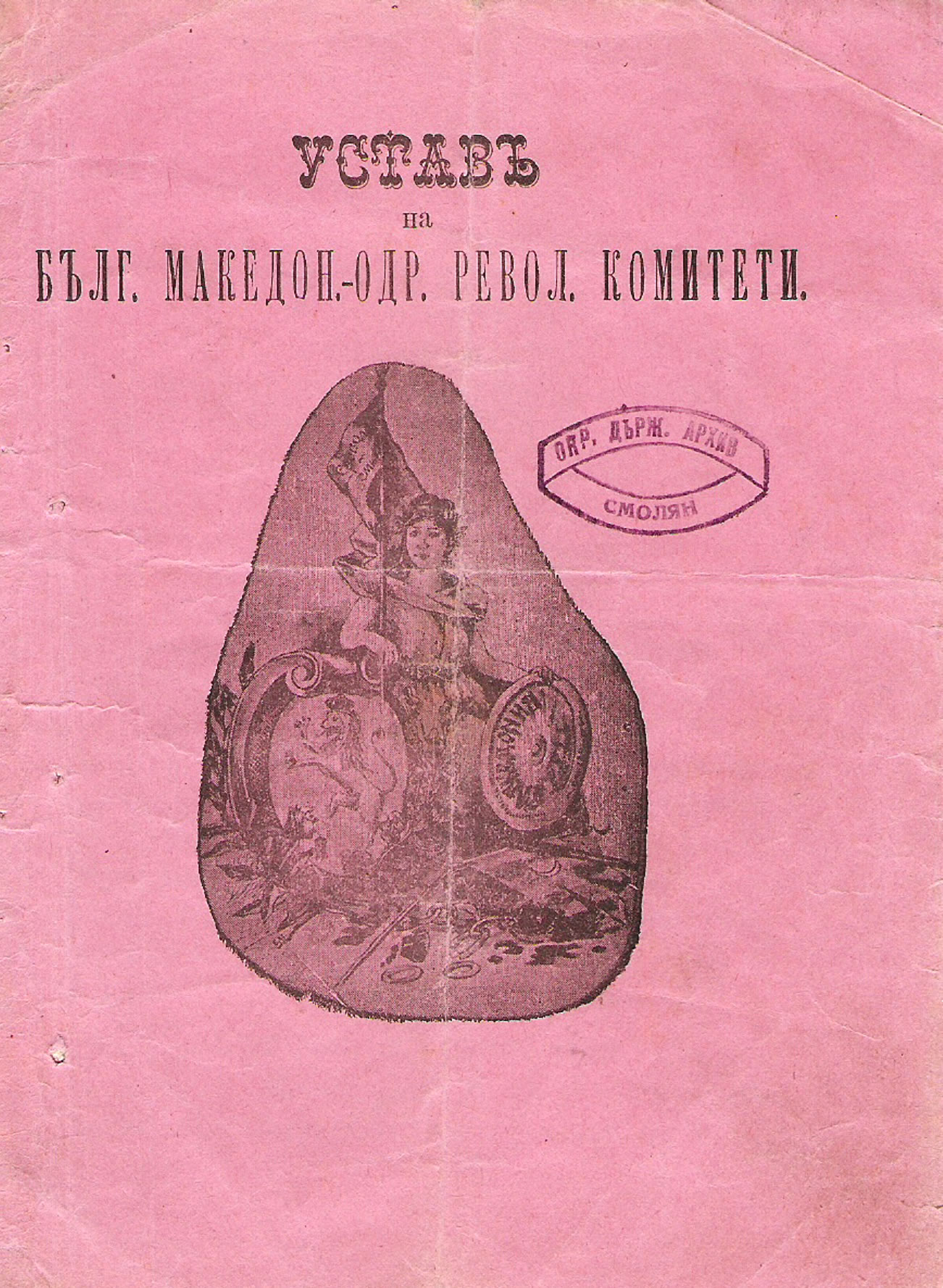
Titelseite der Satzung der BMARK

Die Bulgarischen Makedonisch-Adrianopeler Revolutionären Komitees (bulgarisch Български македоно-одрински революционни комитети, Balgarski makedono-odrinski rewoljuzionni komiteti, mazedonisch: Бугарски македонско-адријанополски револуционерен комитет, БМОРК, BMORK, Dt. BMARK) waren eine im Untergrund operierende Organisation von Bulgaren und Mazedonischen Slawen im Osmanischen Reich.
Ziel der Komitees war es, die mit der osmanischen Herrschaft unzufriedenen der Bevölkerung in ehemaligen Eyâlet Rumelien (Ostrumelien in Trakien und Westrumelien in Makedonien) zu einem Aufstand zu mobilisieren und diese Gebiete mit dem 1878 befreiten Bulgarien zu vereinen. Später änderte man die Strategie dahingehend, dass man im ersten Schritt Autonomie und im zweiten Schritt den Anschluss an Bulgarien nach dem Vorbild Ostrumeliens zu erreichen suchte (siehe Vereinigung Bulgariens mit Ostrumelien).
Die Organisation benannte sich im Laufe ihres Bestehens mehrmals um: ab 1902 nannte sie sich Geheime Makedonisch-Adrianopeler Revolutionäre Organisation (bulgarisch Тайна македоно-одринска революционна организация, Tajna makedono-odrinska rewoljuzionna organisazija, TMORO), ab 1905 Innere Makedonisch-Adrianopeler Revolutionäre Organisation (bulgarisch Вътрешната македоно-одринска революционна организация, Watreschnata makedono-odrinska rewoljuzionna organisazija, WMORO). Mit dem Ausbruch der Balkankriege 1912 ging sie im Makedonisch-Adrianopeler Landwehr, als Teil der bulgarischen Streitkräfte ein. Nach Ende des Ersten Weltkriegs entstanden aus ihre Strukturen die Innere Makedonische Revolutionäre Organisation und die Innere Thrakische Revolutionäre Organisation.

## Geschichte

### Vorgeschichte und Anfänge

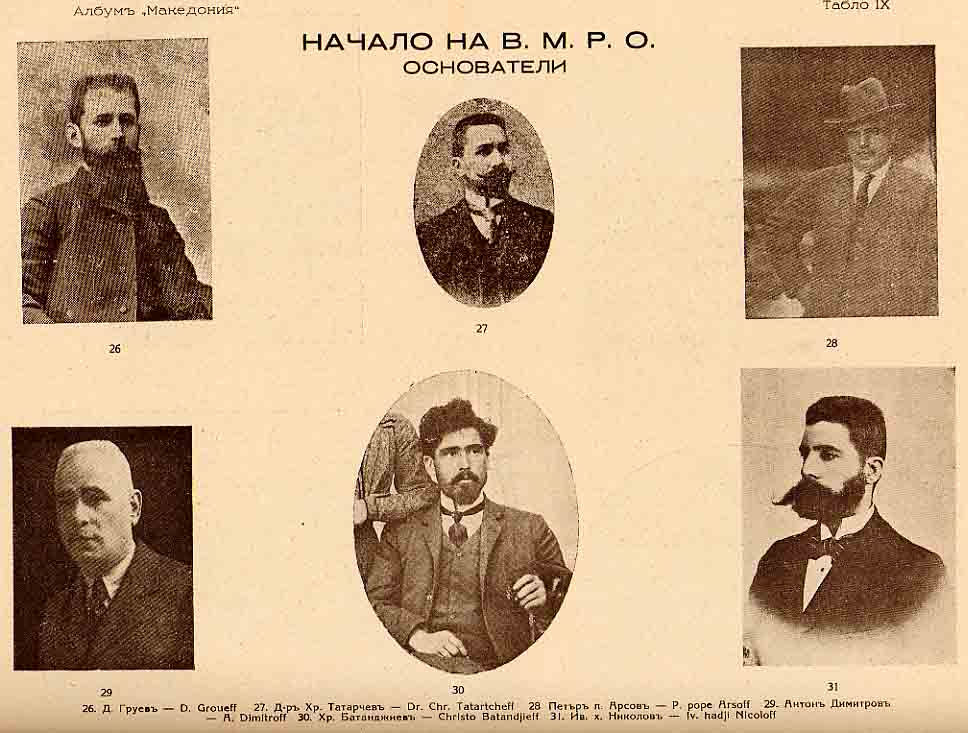
Die Gründer der BMORK

Nach dem blutigen Aprilaufstand von 1876, der von der Inneren Revolutionären Organisation organisiert wurde, brach der Russisch-Türkische Krieg von 1877–1878 aus, der mit einem Sieg Russlands über das Osmanische Reich und dem Frieden von San Stefano endete. Die Entscheidungen von San Stefano, einen bulgarischen Staat in den Grenzen der Konferenz von Konstantinopel zu schaffen, wurde jedoch von den Großmächten im Berliner Kongress revidiert. Anstatt eines unabhängigen Bulgariens wurde ein autonomes Fürstentum Bulgarien (heute Nordbulgarien) geschaffen. Die bulgarische Bevölkerung im ehemaligen Eyâlet Rumelien (Ostrumelien in Thrakien und Westrumelien in Makedonien) blieb unter Osmanischer Herrschaft, wobei mit der Provinz Ostrumelien (heute Südbulgarien) eine neue und autonome osmanische Provinz geschaffen wurde.
Um die revolutionären Aktivitäten zur Befreiung der Gebiete Makedoniens und Thrakiens nach der Niederschlagung des Kresna-Raslog-Aufstandes wiederaufzunehmen und derer Vereinigung zu erreichen, wurde auf Initiative des Wojwoden Spiro Kostow aus Veles das Bulgarische geheime revolutionäre Zentralkomitee, kurz BGRZK in Plowdiw gegründet. Als kurzfristiges Ziel wurde die Machtübernahme in der osmanischen Provinz Ostrumelien angestrebt, was durch einen Putsch der dortigen Miliz im September 1885 erfolgte und die Vereinung Bulgariens mit Ortrumelien als Folge hatte.
Nach dem Erfolg der Vereinigung, die im Serbisch-Bulgarischen Krieg auch militärisch verteidigt wurde, entstanden weitere revolutionäre Gruppen und Kreise, um die Bewegung in Makedonien und Ostthrakien (Region um Adrianopel) vorzubereiten. Der erste Versuch, eine solche Organisation zu gründen, wurde 1889–1890 in Plowdiw von den ehemaligen BGRZK-Mitgliedern Pere Toschew und Andrei Ljaptschew unternommen. In der Zwischenzeit bildete sich unter den Schülern des Bulgarischen Männergymnasiums in Thessaloniki ein geheimer Revolutionskreis unter der Leitung von Goze Deltschew. Im Jahr 1891 begannen Ljaptschew, Damjan Gruew und Petar Poparsow, damals Studenten der Universität Sofia, einige ihrer Kommilitonen in der von ihnen gegründeten kurzlebigen geheimen Jugendgesellschaft Freundschaft (aus dem Bulg. Дружба/Druschba) zu organisieren. Laut Poparsow war das Ziel der Gruppe, Gleichgesinnte zu rekrutieren, um nach Makedonien zu gehen und dort vor Ort wie einst Lewski und seine Kameraden den Boden für die revolutionäre Bewegung vorzubereiten. Im Jahr darauf kehrten Gruew und Poparsow ins osmanische Makedonien als Exarchatslehrer zurück und begannen mit der Agitation. Ähnlich wie sie war Iwan Chadschinikolow, Mathematiklehrer am Bulgarischen Männergymnasium in Thessaloniki tätig. Die Lehrer und Leiter der bulgarischen Bildungsstätten wurden in dieser Zeit von der Bulgarisch-orthodoxen Kirche ernannt, zusammen mit der bulgarischen Kirchengemeinde oder dem Bildungsverein vor Ort mitfinanziert und unterstanden dem örtlichen Bischof.
Am 23. Oktober 1893 fanden sich schließlich in Thessaloniki eine Gruppe Exarchatslehrer um Christo Tatartschew, Schularzt des Bulgarischen Männergymnasiums und ehemaliges BGRZK-Mitglied, und gründeten die Bulgarischen Makedonisch-Adrianopeler Revolutionären Komitees, kurz BMARK. Als Vorbild diente wie bei den BGRZK die Innere Revolutionäre Organisation von Wassil Lewski sowie die Erfahrungen des BGRZKs. Gründungsmitglieder waren neben Tatartschew und Gruew, die später die Führung übernahmen, Poparsow, Anton Dimitrow, Christo Batandschiew und Chadschinikolow. Ihre Mitglieder sowie die der Nachfolgeorganisationen wurden in Anlehnung an das türkische Wort komita (für Komitee) Komitadschi oder Komiti genannt.
Ihr bekanntester Vorsitzender war Goze Deltschew. Anfänglich als rein bulgarische Organisation konzipiert, erfolgte 1902 mit den Vorbereitungen für den Ilinden-Preobraschenie-Aufstand die Umbenennung in Geheime Makedonisch-Adrinanopeler Organisation (maßgeblich unter dem Einfluss von Deltschew). Ziel war es, auch nicht-bulgarischen Ethnien die Mitarbeit in der Organisation zu ermöglichen und deren Unterstützung für den Aufstand zu erreichen.

### Ilinden-Preobraschenie-Aufstand

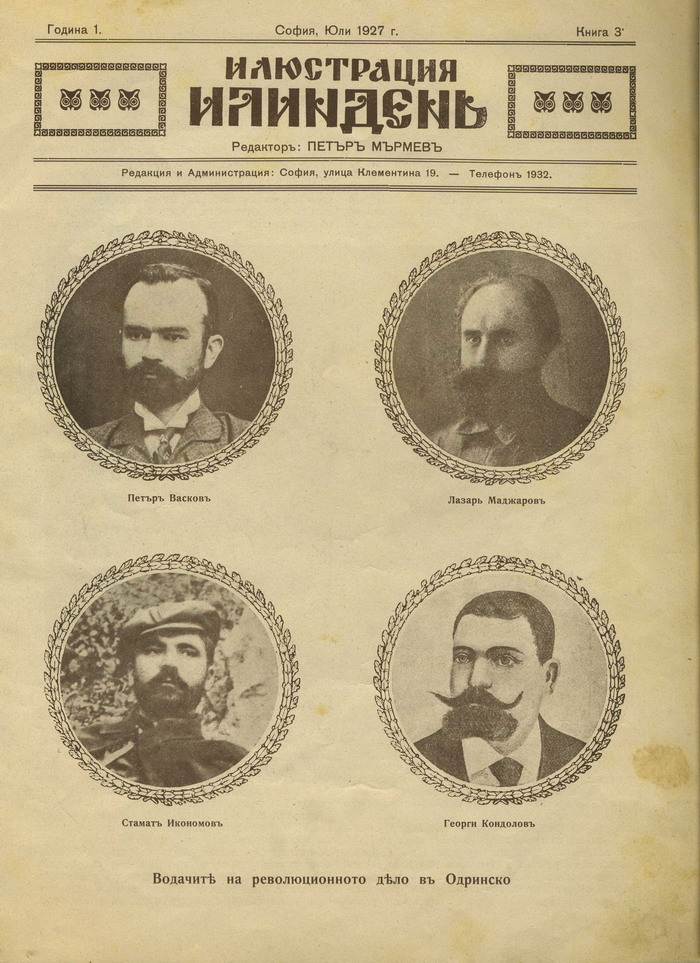
Die Leiter der TMORO in Ostthrakien, abgedruckt in der Iljustracija Ilinden, Zeitschrift der Organisation Ilinden (1927)

Nach der Gründung der BMORK nahmen die militärischen Aktionen gegen die osmanisch-türkische Militärpräsenz auf der Balkanhalbinsel zu. Darunter waren auch Sprengstoffattentate, auf die das Osmanische Reich mit blutiger Vergeltung reagierte – so am 13. Februar 1903, als es zu regelrechten Massakern an der Bevölkerung in Thrakien und Makedonien kam. Im April 1903 erfolgten als Rache die Attentate von Thessaloniki auf das Gebäude der Imperial Ottoman Bank, auf den französischen Frachter Guadalkivi und auf das Elektrizitätsnetz der Stadt. Daraufhin beschloss die mittlerweile TMORO genannte Organisation Anfang August 1903, einen groß angelegten Aufstand zu wagen in der Hoffnung, durch ausländische, insbesondere russische Intervention unterstützt zu werden. Auch der russisch-türkische Krieg von 1877/1878 war bereits durch Aufstände in Bulgarien ausgelöst worden.
Die langjährige revolutionäre Tätigkeit gipfelte in dem Ilinden-Preobraschenie-Aufstand, der im Juli und August 1903 ausbrach. Obwohl größere Gebiete von den Aufständischen befreit wurden (siehe Strandscha-Republik und Republik Kruševo), wurde angesichts der osmanischen militärischen Übermacht der Aufstand blutig niedergeschlagen. Am 2. September brannte beim Einlaufen in Burgas das ungarische Schiff Vaskapu nach einem misslungenen Bombenattentat der TMORO aus. Ziel der TMORO war es, den Dampfer, der von Warna über Burgas nach Konstantinopel fuhr, erst beim Einlaufen in die osmanische Hauptstadt zur Explosion zu bringen.
Der in seinen Anfängen erfolgreich verlaufene und schließlich doch desaströse Aufstand führte dazu, dass sich der linke Flügel der Autonomisten nun endgültig von der TMORO abspaltete. 1905 erfolgte eine abermalige Umbenennung in „Innere Makedonisch-Adrianopeler Revolutionäre Organisation“ (aus dem Bulg. Вътрешна Македоно-Одринска революционна организация – ВМОРО oder WMORO). Vordergründig wurde immer noch die Befreiung Makedoniens und Thrakiens als Ziel ausgegeben – dies aber nur, um sich die Unterstützung durch Serbien und Griechenland zu sichern, die für die WMORO hilfreich war, um die Osmanen zu schwächen, und weil weder Serbien noch Griechenland oder Österreich-Ungarn den erwünschten Anschluss an Bulgarien ohne weiteres zugelassen hätten.

### Jungtürkische Revolution, Balkankrieg und Erster Weltkrieg

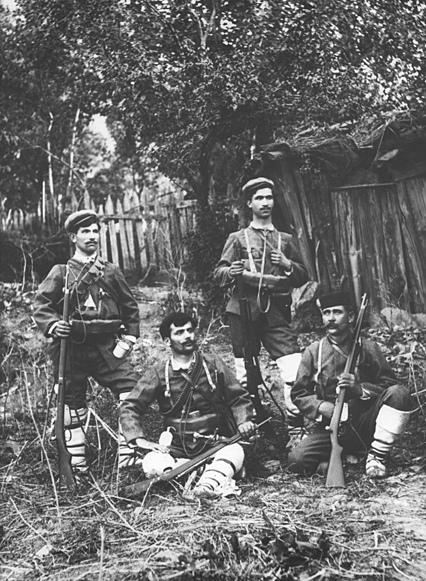
Komitadschi

Nach der erfolgreiche Konstitutionelle Revolution der Jungtürken, durch die die Osmanische Verfassung nach dreißigjähriger faktischer Unwirksamkeit erneut in Kraft trat und sich politischen Parteien im Reich bilden könnten, bildeten Mitglieder der WMORO zwei konkurrierende Parteien (die Union der bulgarischen Verfassungsclubs in Makedonien und die Volksföderative Partei (bulgarische Sektion)), die an den Wahlen zum osmanischen Abgeordnetenhaus teilnahmen.
Viele der Kämpfer der WMORO nahmen als Freiwillige in der Makedonisch-Adrianopeler Landwehr auf der Seite Bulgariens an den Balkankriegen 1912 und 1913 teil. In Ostthrakien konnten sie dabei unter anderem Rodosto, Tekirdağ, Corlu sowie die Marmara-Insel einnehmen. Im Zweiten Balkankrieg nahmen sie an Kämpfen in Makedonien gegen die serbische Armee teil. Als nach dem Zweiten Balkankrieg ein großer Teil Makedoniens unter serbische Herrschaft geriet, organisierte die WMORO gemeinsam mit albanischen Kräften im September 1913 den Ohrid-Debar-Aufstand, der gegen die serbische Herrschaft gerichtet war.
Während des Ersten Weltkrieges von 1914 bis 1918 übernahmen vielerorts Mitglieder der WMORO die Verwaltung der von der bulgarischen Armee besetzten Gebiete Serbiens und Griechenlands. Nach dem Ende des Krieges spaltete sich die WMORO. Ihre Organisationsstrukturen in Makedonien fungierten ab 1919 unter dem Namen Innere Mazedonische Revolutionäre Organisation (kurz IMRO, oder VMRO). Die in Thrakien wirkenden Strukturen trugen den Namen Innere Thrakische Revolutionäre Organisation. Teile der WMORO schlossen sich der Inneren Dobrudschanischen Revolutionären Organisation an, die in der Dobrudscha agierte.

## Kongresse

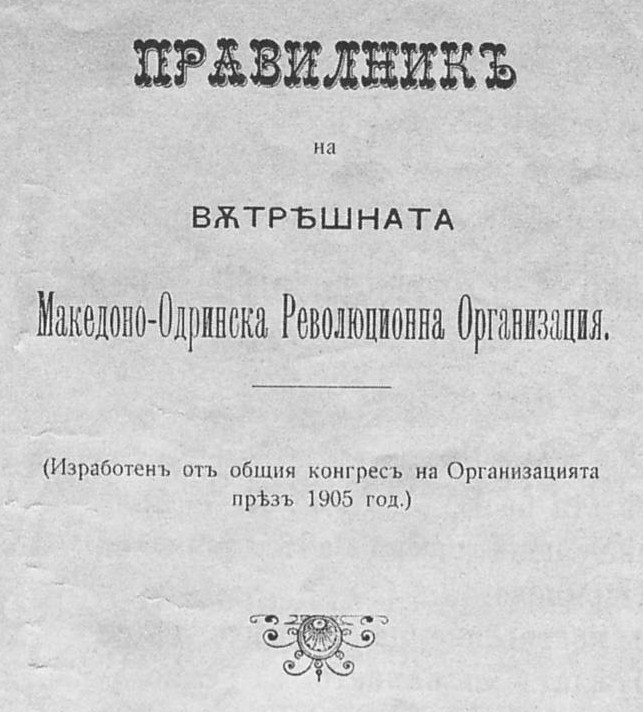
Während des Rila-Kongresses 1905 ausgearbeitete Satzung der WMORO

Kongresse der gesamten Organisation
| I.    | Resen-Kongress        | 1894 |
| II.   | Thessaloniki-Kongress | 1896 |
| III.  | Thessaloniki-Kongress | 1903 |
| IV.   | Rila-Kongress         | 1905 |
| V.    | Kjustendil-Kongress   | 1908 |
| VI.   | Sarbinowo-Kongress    | 1925 |
| VII.  | Krupnik-Kongress      | 1928 |
| VIII. | Troskowo-Kongress     | 1932 |

Kongresse lokaler Komitees
| Plowdiw-Kongress          | 1902 |
| Smilewo-Kongress          | 1903 |
| Kongress von Petrowa Niwa | 1903 |
| Serres-Kongress           | 1903 |
| Prilep-Kongress           | 1904 |
| Kneschewo-Kongress        | 1905 |
| Skopje-Kongress           | 1906 |

## Namen
- 1893 – Bulgarische Makedonisch-Adrianopeler Revolutionäre Komitees (BMORK)
- 1902 – Geheime Makedonisch-Adrianopeler Revolutionäre Organisation (TMORO)
- 1905 – Innere Makedonisch-Adrianopeler Revolutionäre Organisation (IMARO)
- 1919 – Innere Makedonische Revolutionäre Organisation (IMRO)

Die IMRO arbeitete mit weiteren Unterorganisationen die aus den Strukturen der BMORK hervorgegangen sind, wie z. B. der Inneren Thrakischen Revolutionären Organisation (ITRO), Innere Dobrudschanische Revolutionäre Organisation (IDRO) und der Inneren Westgebiete Revolutionären Organisation (IWRO).